# メリケンお浜

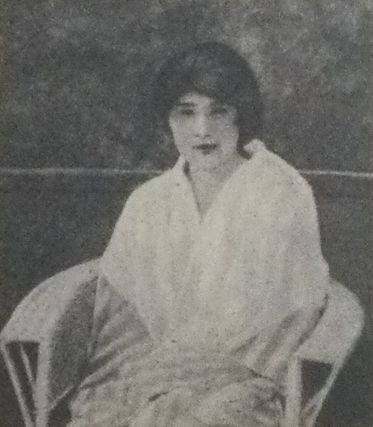
年月不明

メリケンお浜（めりけん おはま、1895年11月12日 - 1969年3月3日）は1920年代に活躍した娼婦。横浜市磯子区出身。

## 生涯
横浜市磯子区で漁師の娘として育つ。檀原照和・著『消えた横浜娼婦たち』によると、生年は1895年（明治28年）11月12日。横浜近郊の根岸村（現・磯子区東町付近）の一角で育つ。弟と二人兄弟だったが、のちに両親が離婚し、母親が再婚相手との間に6人の子供をもうけ、八人兄弟の長女となる。
中区の本牧小港地区に存在した「チャブ屋街」と呼ばれる外国人向けの歓楽街で売れっ子となる。働きはじめた時期は「10代のころから」「30歳ごろから」という二つの説があり定かではない。「チャブ屋街のクイーン」として知られ、大店として名を売った「キヨホテル」の繁栄に多大な貢献をした。 
「巨大飛行船ツェッペリン号が関東に立ち寄った際、乗組員の一人がお浜との別れを惜しむあまり、出発時間がずれ込んだ」「宛先が『日本国 横浜 お浜様』としか書かれていない外国からのラブレターがきちんと届いた」「終戦後とある進駐軍高官が日本に着くなり『お浜に会いたい』と言った」「現在の通貨に換算して年間数千万円もの稼ぎがあった」など真偽不明な数々の伝説がある。
関東大震災後、チャブ屋で働く女の大半は断髪・洋装のモガだったが、お浜は和服に白塗りの純和風で通した。また彼女の全盛期は30代前半ごろだが、チャブ屋女の平均年齢は20歳前後だった。
優れた容貌ではなかったが「肉体美人」としてならしていた。客あしらいも手慣れていなかったという。ただ性癖が奇妙で当時の流行語「エログロナンセンス」を地で行くものとして彼女を有名にし、熱心に通う常連客を掴んだ。
日本が戦争に突入したころ、本牧を離れて伊勢佐木町に隣接する曙町でバーを開店したが、空襲により焼失。戦後の足取りは不明だが、昭和30年代にはいると遊廓のあった真金町でうらぶれたバーのマダムに収まっていた。しかし1969年（昭和44年）に73歳で強姦殺人に遭い死亡。犯人は特定されていない。

## 参考書籍
- 『三十六人の好色家』齋藤昌三・著 創藝社 1956年
- 『メリケンお浜の一生』小堺昭三・著 波書房 1972年
- 『浮世一代女』野坂昭如・著 新潮社 1973年
- 『淫花伝 本牧お浜』戸川昌子・原作、上村一夫・画（初出『漫画エロトピア』1976年）
- 『斎藤憐戯曲集 2』斎藤憐・著 而立書房・刊 1979年 に収録の「メリケンお浜の犯罪」
- 『消えた横浜娼婦たち』檀原照和・著 データハウス 2009年